# Marc Spitz
Marc Spitz (* 2. Oktober 1969 in Queens, New York; † 4. Februar 2017) war ein amerikanischer Musikjournalist, Schriftsteller und Dramatiker. Er lebte zuletzt in New York.

## Leben und Werk
Marc Spitz stammte aus einer Mittelklassefamilie und studierte am Bennington College in Vermont. Er war ab 1997 Autor des Musikmagazins Spin. Seine Arbeiten erschienen zudem in Vanity Fair (und auf vanityfair.com mit einem Musik-Blog), im Rolling Stone, der New York Times und in Maxim. Bei Salon schrieb er eine Kolumne.

## Werke (Auswahl)
Bücher
- We Got The Neutron Bomb: The Untold Story of L.A. Punk (zusammen mit Brendan Mullen). Three Rivers Press, New York 2001, ISBN 0-609-80774-9
- How Soon is Never. Three Rivers Press, New York 2003, ISBN 0-609-81040-5 (Deutsche Ausgabe: Wann nur, wenn nicht jetzt?. Rockbuch Verlag, Schlüchtern 2006.)
- Too Much, Too Late. Three Rivers Press, New York 2006, ISBN 1-400-08293-5
- Nobody Likes You: Inside the Turbulent Life, Times, and Music of Green Day. Hyperion, New York 2006, ISBN 1-401-30274-2 (Deutsche Ausgabe: Nobody Likes You – Green Day. Rockbuch, Schlüchtern 2006, ISBN 978-3-927638-37-2). Autorisierte Bandbiografie.
- Bowie: A Biography. Crown Archetype, New York 2009, ISBN 978-0-307-46239-8.
  - deutsch: David Bowie – Die Biografie. Aus dem Amerikanischen von Sonja Kerkhoffs. Edel, Hamburg 2010, ISBN 978-3-941378-87-2.
- Jagger. Rebel, Rock Star, Ramble, Rogue. 2011 (Gewidmet Brendan Mullen).
  - deutsch: Mick Jagger. Rebell und Rockstar. Aus dem Amerikanischen von Sonja Kerkhoffs. Edel Germany, Hamburg 2012, ISBN 978-3-8419-0122-4.
- Poseur: A Memoir of Downtown New York City in the ’90s. 2013
- Twee: A History 2014

Theaterstücke
- Retail Sluts (1998)
- The Rise And Fall of the Farewell Drugs (1998)
- ...Worry, Baby (1999)
- I Wanna Be Adored (1999)
- Shyness is Nice (2001)
- Gravity Always Wins (2003)
- The Name of This Play is Talking Heads (2005)